# Les Ilhes
Les Ilhes – miejscowość i gmina we Francji, w regionie Oksytania, w departamencie Aude. Przez miejscowość przepływa rzeka Orbiel. 
Według danych na rok 1990 gminę zamieszkiwało 77 osób, a gęstość zaludnienia wynosiła 19 osób/km² (wśród 1545 gmin Langwedocji-Roussillon Les Ilhes plasuje się na 824. miejscu pod względem liczby ludności, natomiast pod względem powierzchni na miejscu 1053.).